# روی جنسن
روی جنسن (به انگلیسی: Roy Jenson) (زاده ۹ فوریهٔ ۱۹۲۷ -درگذشته ۲۴ آوریل ۲۰۰۷) بازیگر کانادایی بود.
از فیلم‌های معروف او می‌توان به بازی در فیلم‌های سپیده‌دم سرخ، احمق در اطراف و دوشس و روباه درت واتر اشاره کرد.